# نهر المرغاب

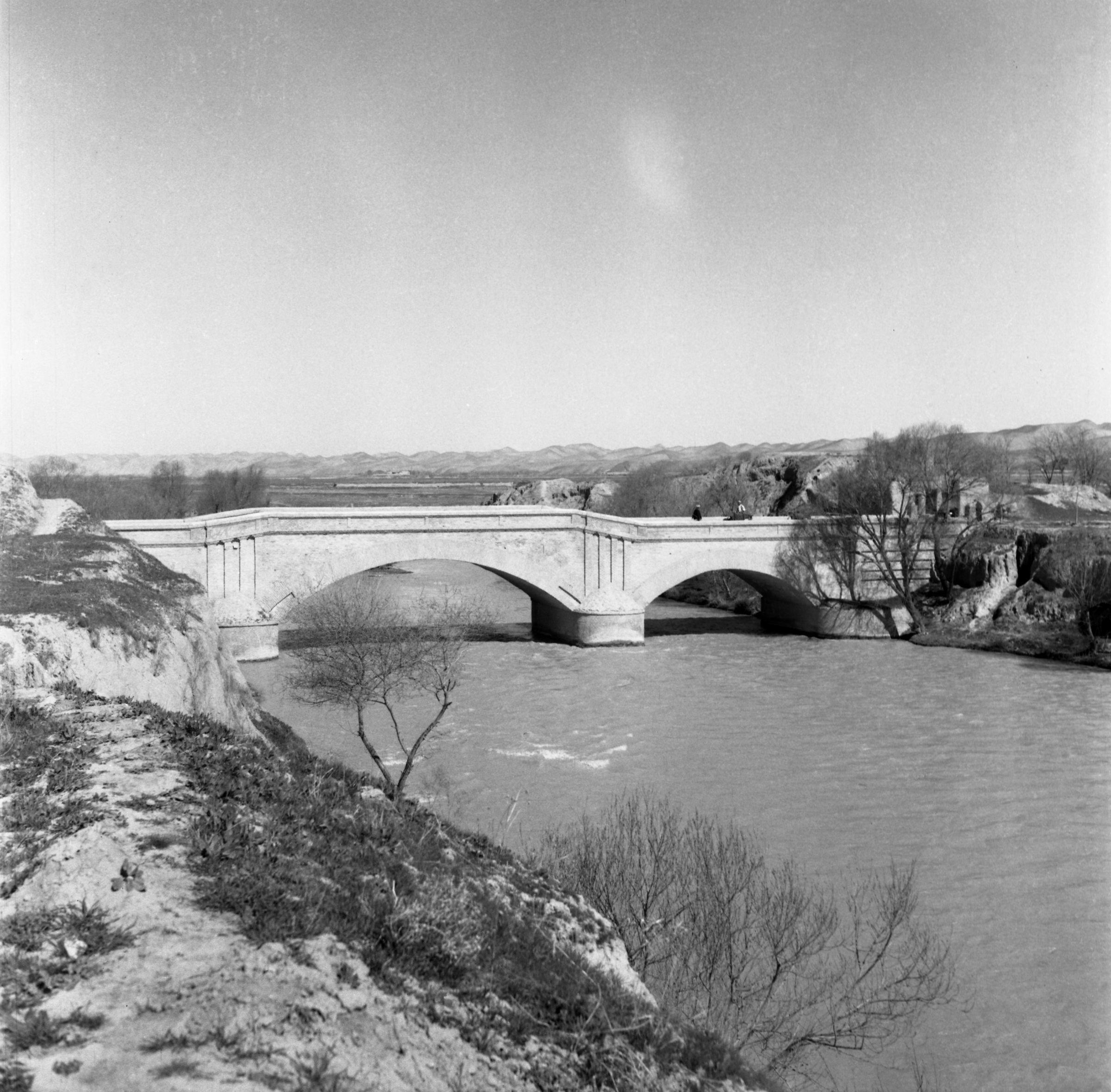
جسر

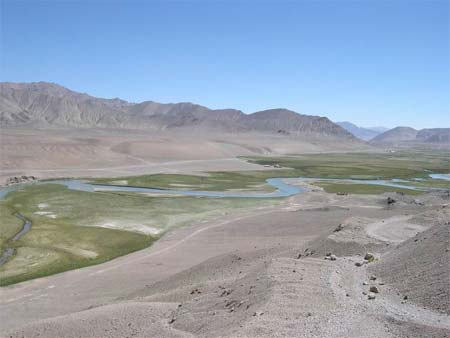
النهر

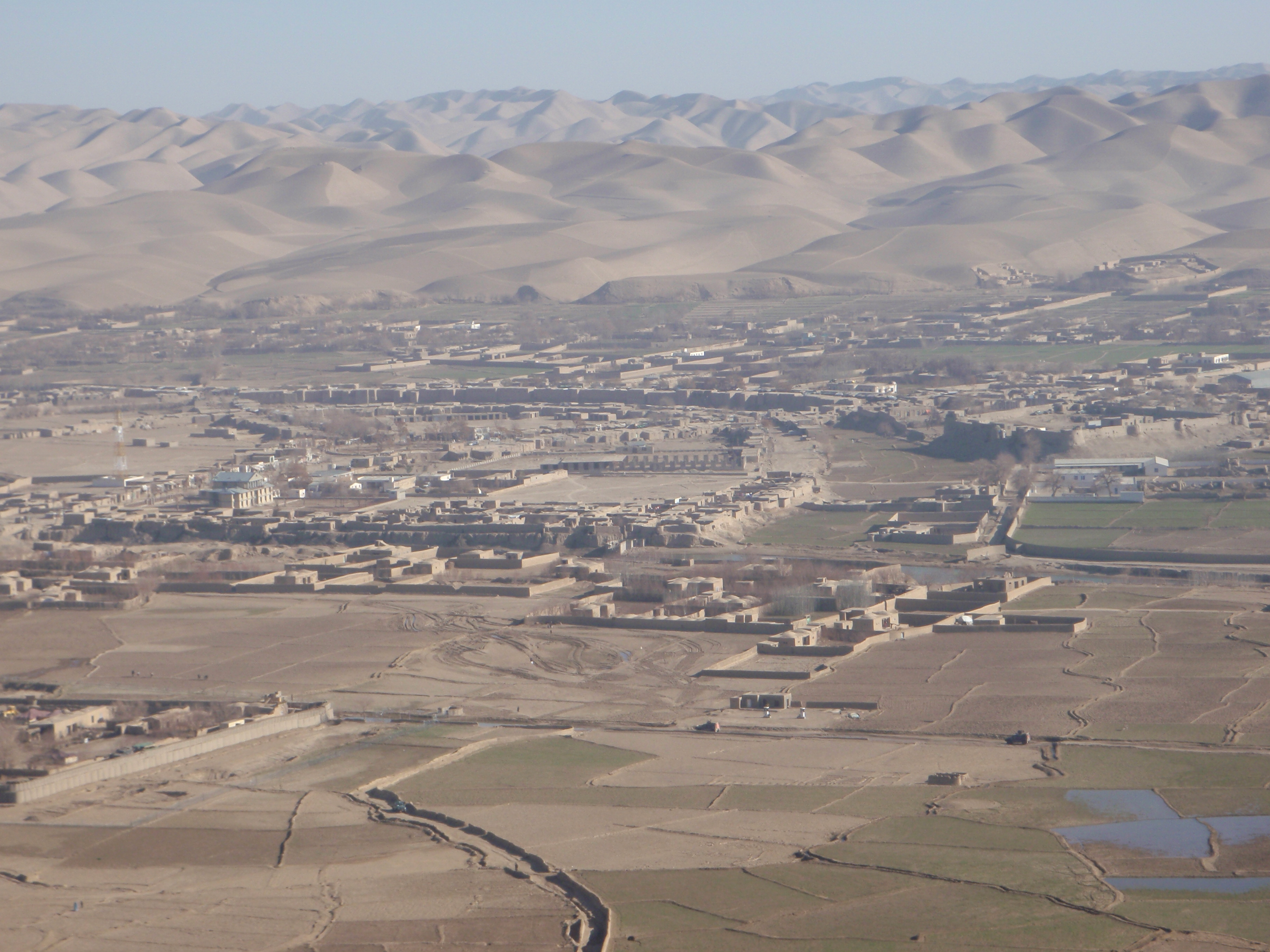
مرغاب مركز إداري حديث به قاعدة عسكرية.

مَرغابُ أو مُرغابُ اسم نهر بمرو الشاهجان، طوله 850 كم. ينبع في شمال غرب أفغانستان ثم يتجه إلى الشمال الغربي ويصب في صحراء قره قوم في تركمانستان. كان يشكل الحدود الغربية للدولة الفارسية الساسانية. وتقع بعده بلاد الترك (آسيا الوسطى). أول من عبره من المسلمين قتيبة بن مسلم الباهلي.
انظر: خارطة يظهر عليها نهر المرغاب (ملون بالأصفر)